# Frangula acuminatifolia
Frangula acuminatifolia là một loài thực vật có hoa trong họ Táo. Loài này được (Hayata) Grubov mô tả khoa học đầu tiên năm 1949.